# Враг
Враг или противник е човек или група от хора, които се смятат за силно заплашителни, и имат противоположни или несъвместими виждания и интереси по дадени въпроси. Разликите във вижданията пораждат често конфликт. Към враговете изпитваме омраза, ненавист, отвращение и други негативни чувства. Враговете винаги искат да ни се случи нещо ужасно. Те се дразнят, обиждат и мразят взаимно.
Концепцията за враг е наблюдавана като „основна за индивидите и общностите“.
Враговете могат да бъдат идейни, религиозни, или военни. Когато съществува особена непримиримост между две групировки, се използва израза смъртен враг.